# Zygaena exulans

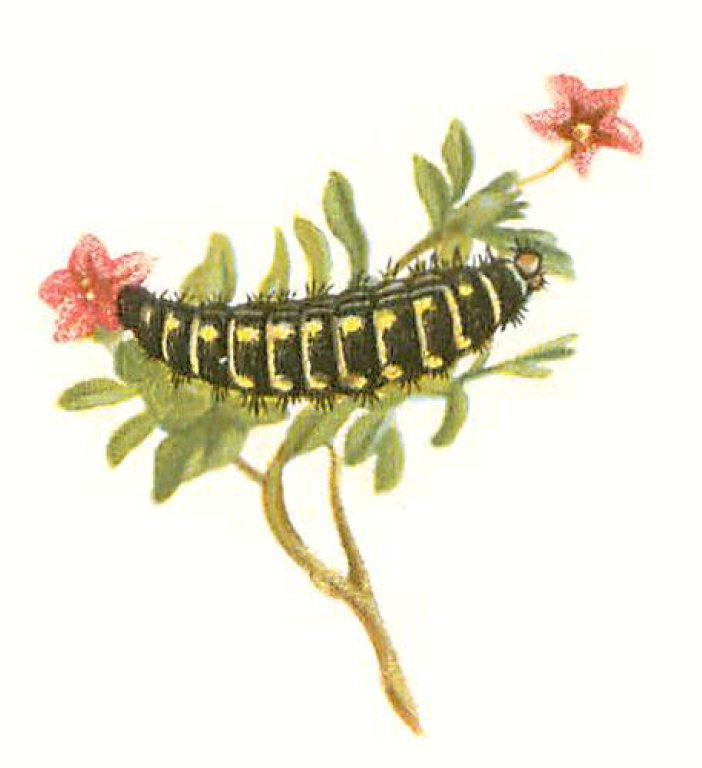
Sâu bướm

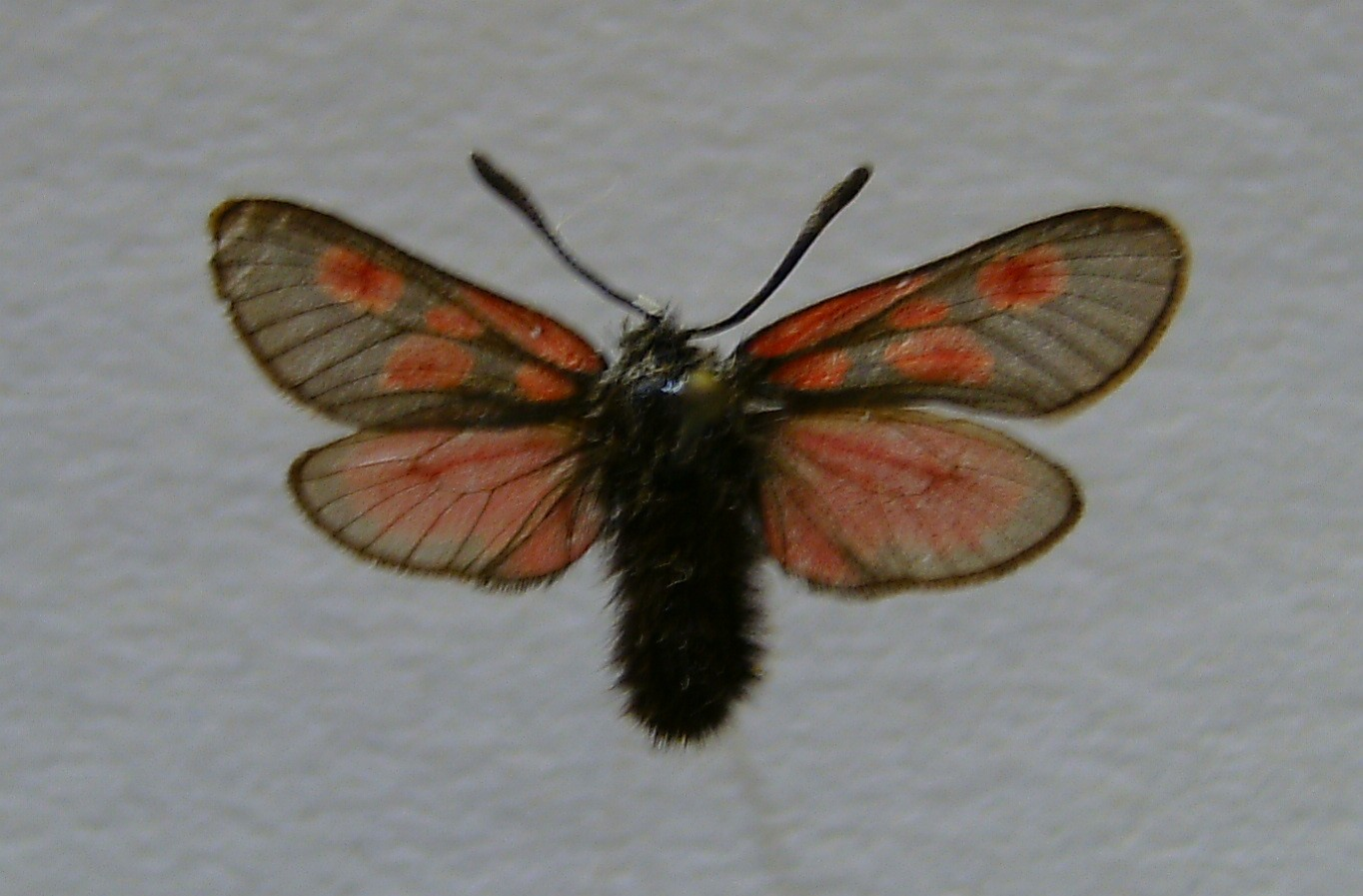
Tiêu bản

Zygaena exulans là một loài bướm đêm thuộc họ Zygaenidae.
Loài này sinh sống ở vùng núi Trung Âu, Scotland, Scandinavia và Bắc Nga.

## Hình ảnh

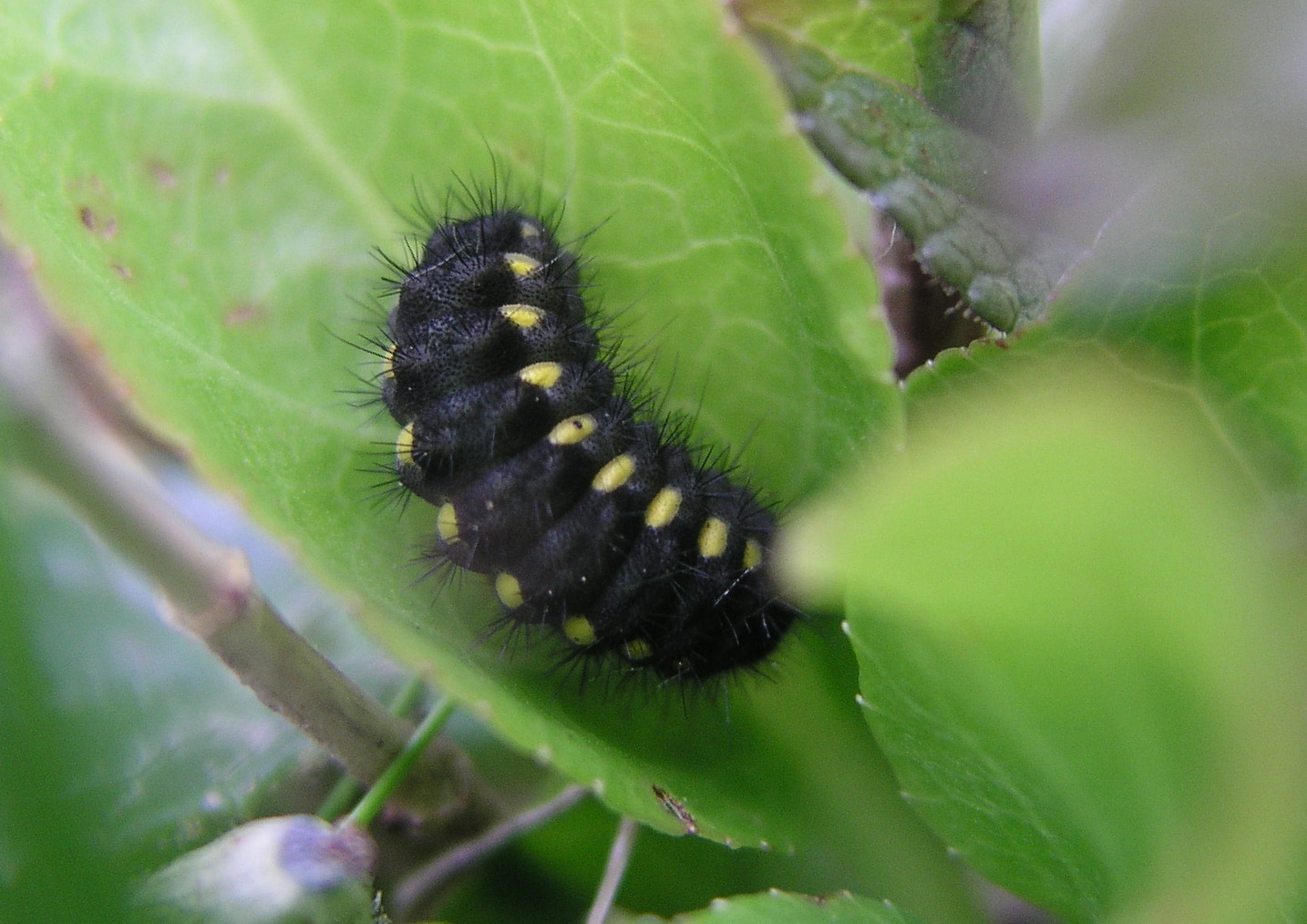
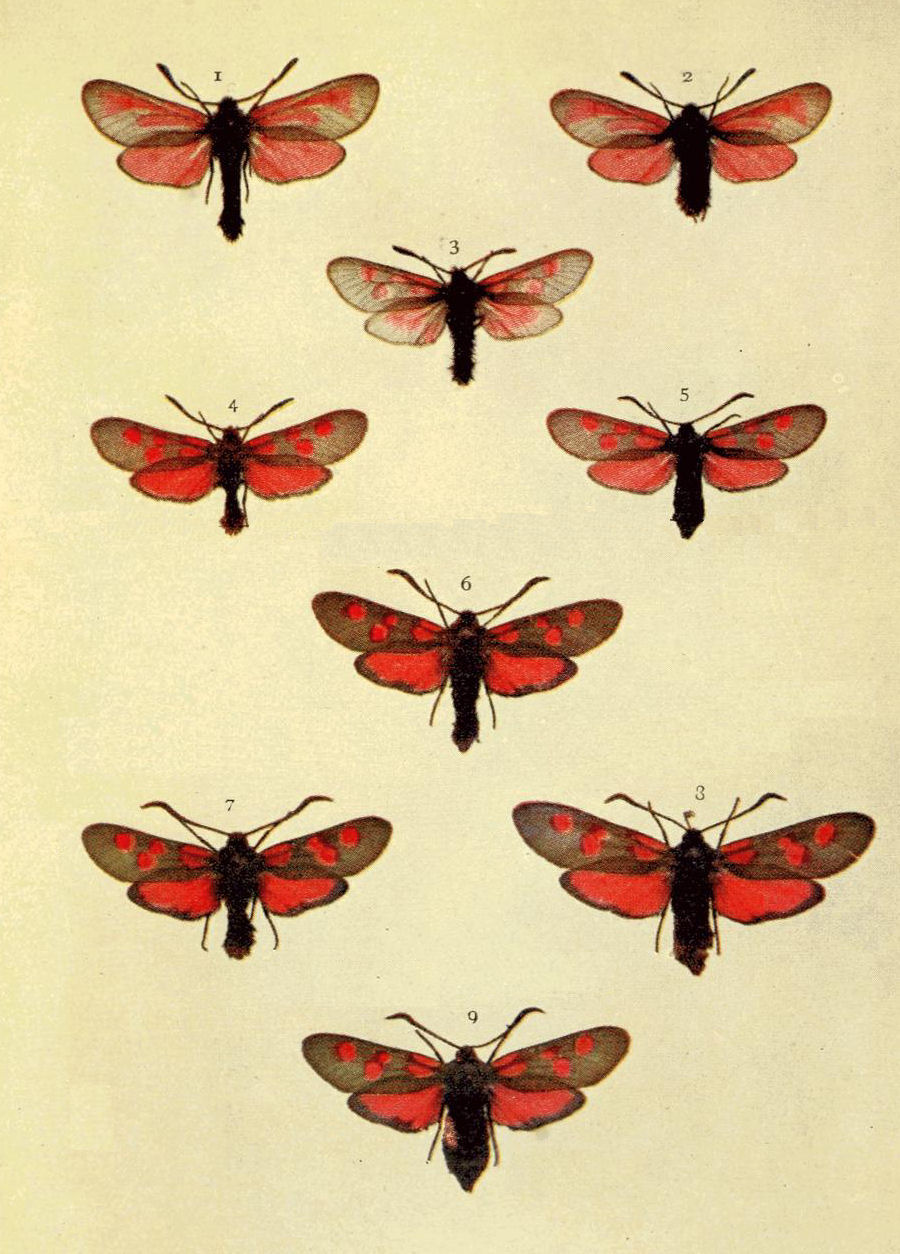
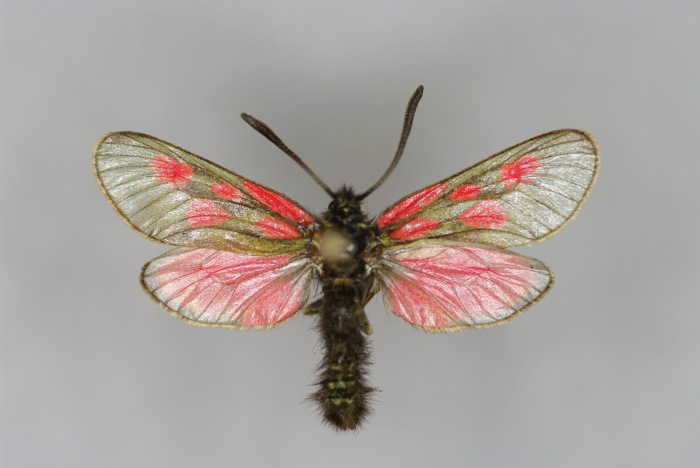
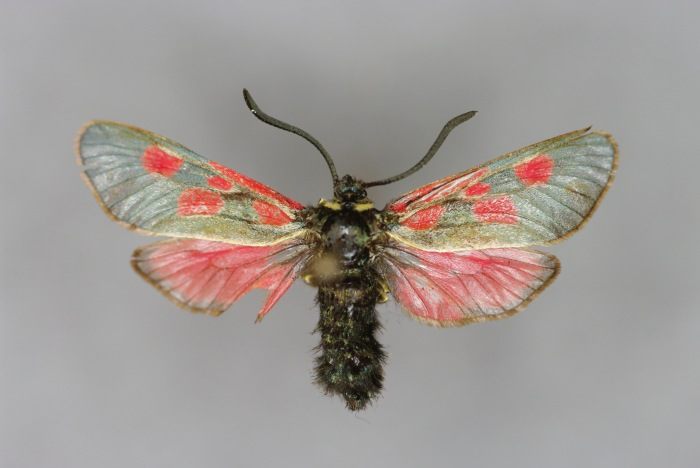